# Lichtmast

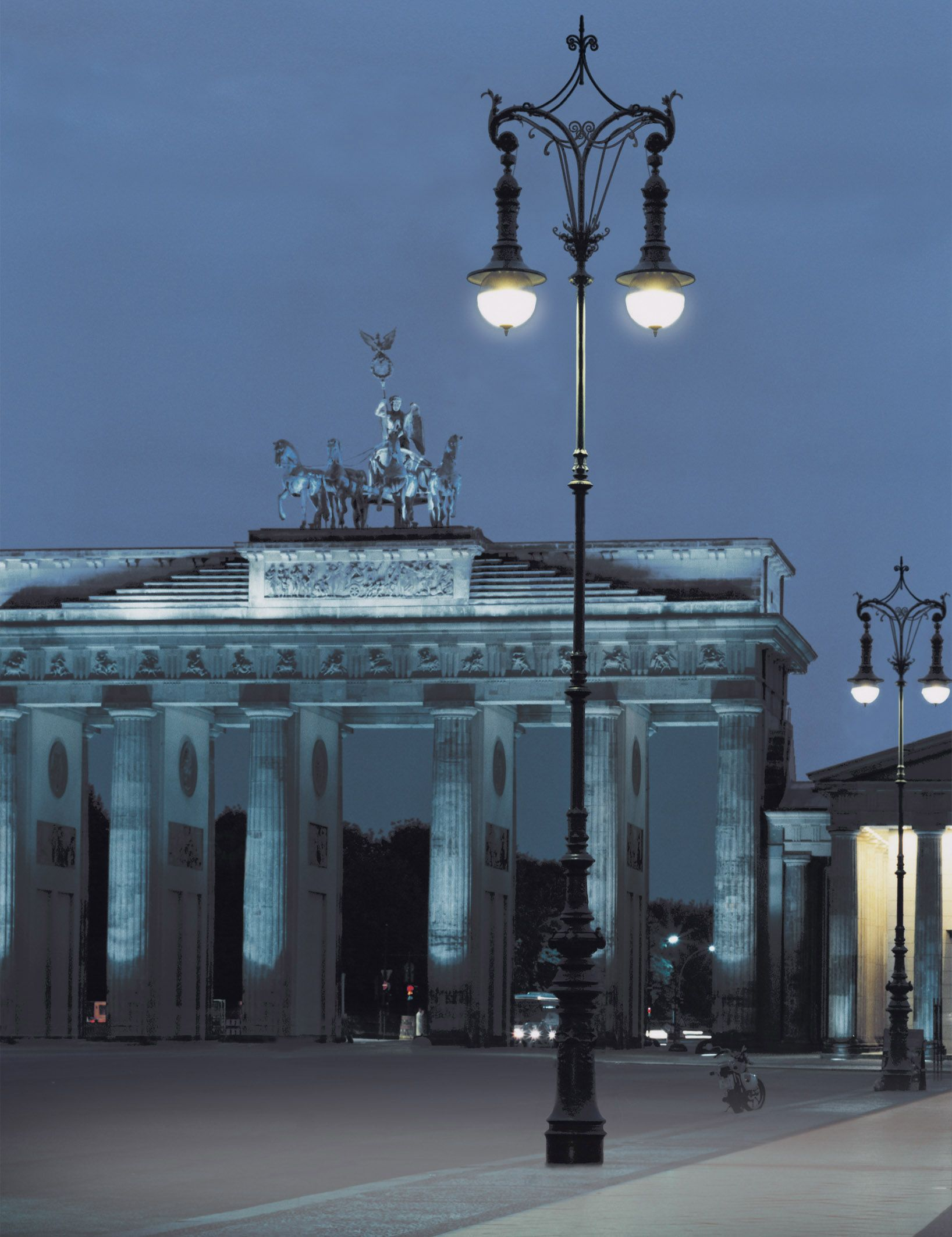
Klassischer Lichtmast: Schupmann-Kandelaber am Brandenburger Tor in Berlin-Mitte

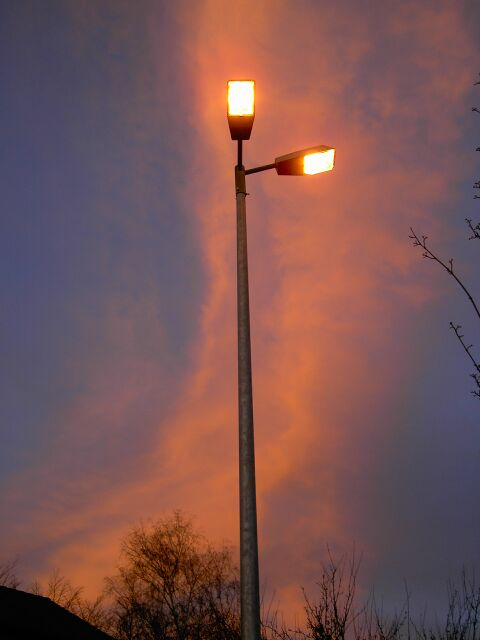
Parkplatz-Lichtmast vor Abendhimmel

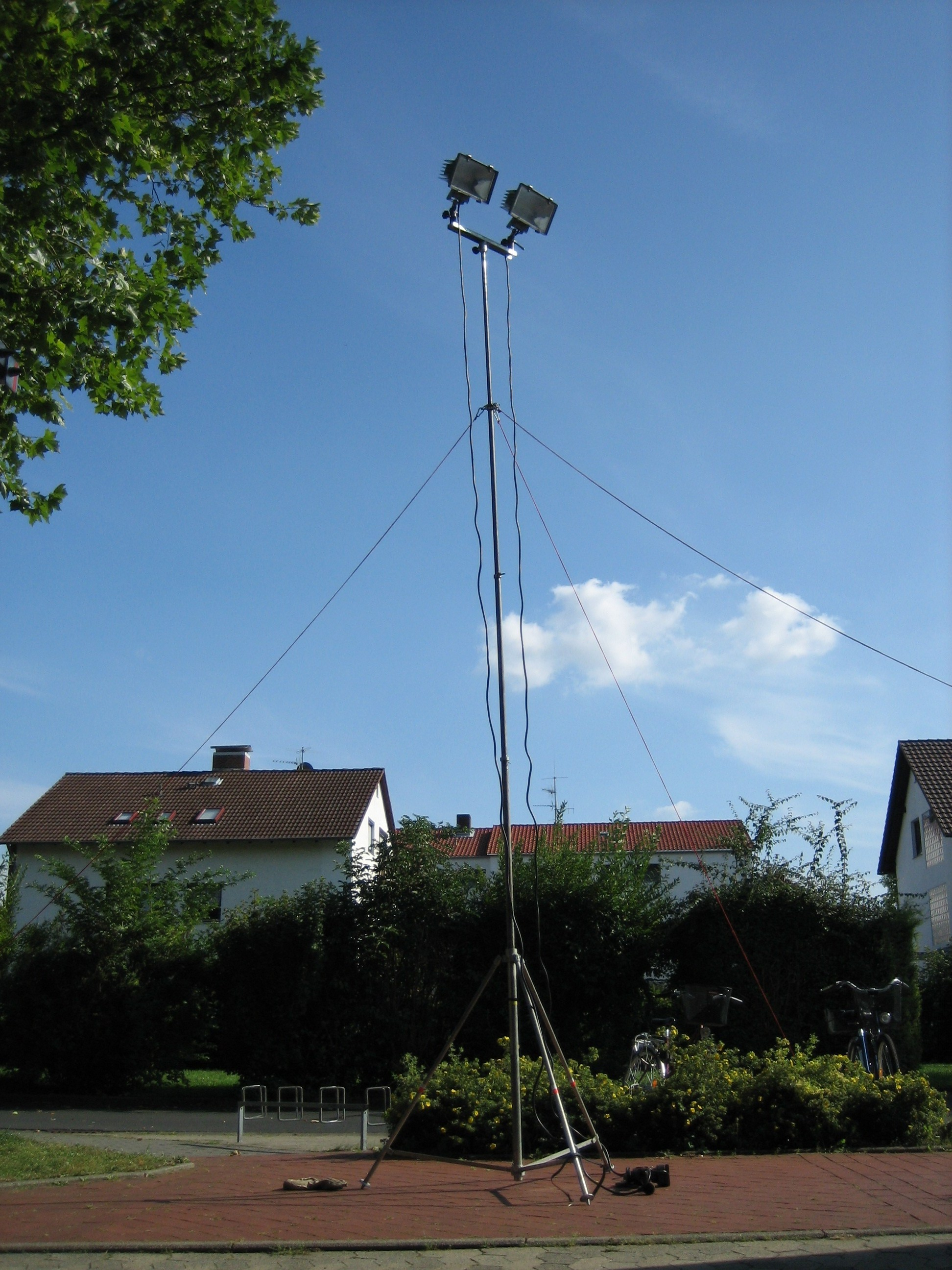
Mobiler Lichtmast der Feuerwehr

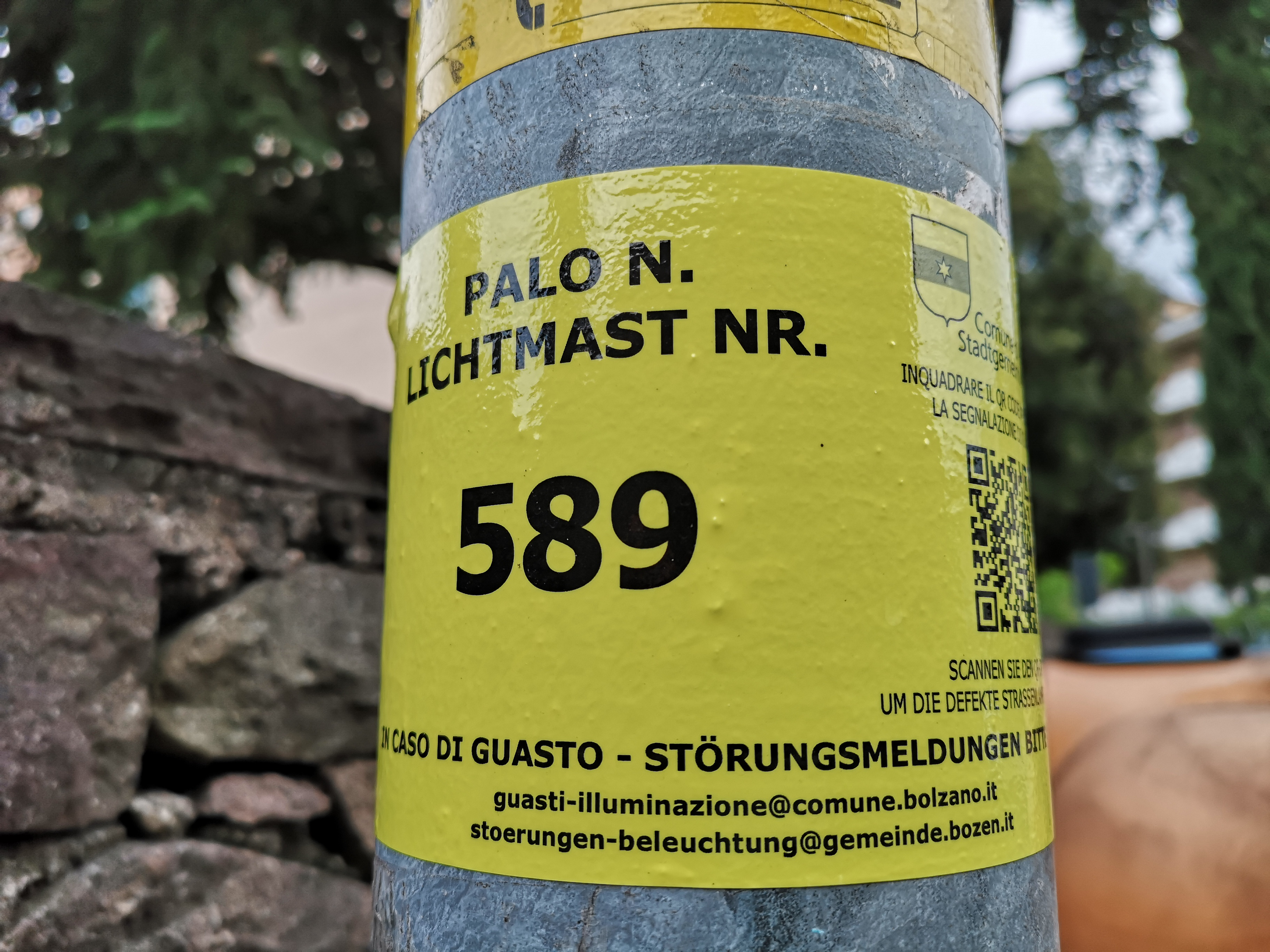
Lichtmastenkennzeichnung für Störungsmeldungen (Bozen)

Als Lichtmast (LiMa) bezeichnet man Masten mit Scheinwerfern, die zur Beleuchtung großer Flächen verwendet werden. Festinstalliert sind sie meist in Gusseisen, Stahl, Aluminium oder Beton ausgeführt und im Erdreich durch einen Fundament verankert. Daneben gibt es auch mobile Ausführungen.
Lichtmasten finden Verwendung bei der Straßenbeleuchtung, für die Ausleuchtung von Betriebsgeländen, Parkplätzen oder bei Baustellen.

## Mobile Lichtmasten
Lichtmasten existieren auch in mobiler Form bei der Feuerwehr und beim THW zur technischen Hilfeleistung und anderen technischen Hilfsdiensten. So besitzen viele Einsatzfahrzeuge vom Löschgruppenfahrzeug bis zum Rüstwagen ausfahrbare Lichtmasten. Alternativ werden hierzu spezielle Beleuchtungsanhänger und Gerätewagen bis hin zu eigenen Fachgruppen (THW: Fachgruppe Beleuchtung) vorgehalten.
Bei der Polizei werden mobile Lichtmasten beispielsweise zum Ausleuchten eines Tatortes bzw. Ereignisortes (zum Beispiel Unfallort) genutzt. Hierzu werden oft eigene „Lichtmastkraftwagen“ (LiMaKW) oder Anhänger eingesetzt. Der Mast mit dem Lichtkorb wird ausgefahren.

## Stationäre Lichtmasten
Stationäre Lichtmasten sind relativ langlebig, eine Lebensdauer von mehreren Jahrzehnten ist gängig bzw. wird zumindest angestrebt. Bei Ausführungen in Stahl (aus Blech zum Rohr geschweißt, im Strang gepresst oder gegossen sowie teilweise noch mechanisch weiter in die endgültige Form gebracht) wird heute typisch die Oberfläche feuerverzinkt, während früher meist Rostschutzfarbe zum Einsatz kam. Edelstahlausführungen sind seltener, werden aber teilweise im repräsentativen Bereich eingesetzt.
Die elektrischen oder anderen Installationen werden relativ häufig gewartet bzw. ausgetauscht. Für Wartungszwecke werden spezielle Fahrzeughebebühnen benutzt, um Leuchtmittel, die gealtert oder ausgefallen sind, zu ersetzen. Bei elektrischer Beleuchtung werden die Vorschalt-Spulen und Starter sowie der Anschluss- bzw. Verteilerpunkt zumeist hinter einer Klappe im Profil ca. 1 m über dem Erdboden montiert, die mit speziellen Elektro-Schlüsseln zu öffnen ist.
Die üblichen Umgebungseinflüsse wie Sonne, Regen oder Wind sind für das Objekt eher unkritisch, da sie bei der Konstruktion berücksichtigt wurden. Kritisch dagegen sind großer Sturm, sich anheftender Schnee oder gar Eisbehang, insbesondere wenn z. B. durch einen vorhergegangenen Schaden (etwa durch einen Rammstoß von einem Fahrzeug oder sonstige Strukturschwächen) der ursprüngliche Zustand nicht mehr gegeben ist. Bei Rammstößen dellt ein solcher Lichtmast wie jedes andere rohrförmige Objekt ein, wodurch die von ähnlichen Strukturen in der Statik bekannte Knickgefahr drastisch ansteigt. Da Lichtmasten oftmals an Böschungen stehen, kann ihr Fundament versetzen bzw. abrutschen, und der Mast dadurch schief stehen oder gar umfallen. Ein gewisses Risiko stellen Bäume und andere dauerhafte Objekte im Umfeld dar, da sie indirekt, z. B. durch Anschlagen bei Wind oder Konzentrieren von Windströmungen, die Masten gefährden können. Besonders exponierte Lagen, wie etwa in Hafenbereichen, bergen weiterhin ihre spezifischen Risiken.
Im Fall der Anschläge vom 11. September 2001 beim Einschlag ins Pentagon wurden teilweise auch die dortigen Lichtmasten zur Rekonstruktion der Anflugslinie des Luftfahrzeugs genutzt. Die in der Einflugschneise stehenden Masten waren den Bilddokumenten entsprechend knapp unterhalb ihrer Spitze gekappt worden (die typische Knickung mit Bruch war erkennbar), so dass der obere Teil frei zu Boden fiel, während der untere Teil sich aus seiner geschraubten Verankerung losriss und auf Fahrbahnen bzw. Grünflächen kippte. Anhand von Umgebungsmerkmalen der Bilddokumente konnte weiterhin festgestellt werden, dass diese Trümmer relativ schnell zur Seite geräumt wurden, um dann später nochmals in stark veränderten Lagen für Presse-Zwecke als ein Bildmotiv von mehreren zu dienen.

### Weitere Einsatzmöglichkeiten
- Flutlicht

## Ähnliche Anlagen
- Lichtzeichenanlage
- Schilderbrücke
- Mautbrücke
- Leuchtreklame